# Dia Mundial de Prevenção do Suicídio
O Dia Mundial de Prevenção do Suicídio [em inglês: World Suicide Prevention Day (WSPD)] é um dia de conscientização observado no dia 10 de setembro de cada ano a fim de fornecer empenho e ação mundiais para evitar suicídios, com diversas atividades em todo o mundo desde 2003. A Associação Internacional para a Prevenção do Suicídio (IASP) colabora com a Organização Mundial de Saúde (OMS) e a Federação Mundial para Saúde Mental (WFMH) para sediar o WSPD. Em 2011, um número estimado de 40 países realizaram eventos de sensibilização para marcar a ocasião.
No Brasil, foi criada a campanha Setembro Amarelo tendo como inspiração essa data.

Mapa das taxas de suicídio entre 1978 e 2008.

| Sem dados 0 - 5 | 5 - 10 10 - 15 | 15 - 25 25 - 35 | Mais que 35 |

## Tema de cada ano
Em tradução livre:
- 2003 - "O Suicídio Pode Ser Prevenido!"
- 2004 - "Salvando Vidas, Restaurando Esperança"
- 2005 - "Prevenção do Suicídio é Dever de Todos"
- 2006 - "Com Entendimento Nova Esperança"
- 2007 - "Prevenção do suicídio ao longo da vida"
- 2008 - "Pensar Globalmente, Planejar Nacionalmente, Agir Localmente"
- 2009 - "Prevenção do Suicídio em Diferentes Culturas"
- 2010 - "Famílias, Sistemas Comunitários e Suicídio"
- 2011 - "Prevenindo o Suicídio em Sociedades Multiculturais"
- 2012 - "Prevenção ao Suicídio ao Redor do Mundo: Fortalecendo Fatores Protetivos e Instigando Esperança"
- 2013 - "Estigma: Uma Grande Barreira à Prevenção do Suicídio"
- 2014 - "Acenda uma vela perto de uma janela"
- 2015 - "Prevenindo o Suicídio: Estendendo a Mão e Salvando Vidas"
- 2016 - "Conectar, Comunicar, Cuidar"
- 2017 - "Pegue um Minuto, Salve uma Vida"
- 2018 - "Trabalhando Junto para Prevenir o Suicídio"